# Зимняя классика НХЛ 2010
Зимняя классика НХЛ 2010 — третий матч регулярного чемпионата НХЛ на открытом воздухе, который состоялся 1 января 2010 года на домашнем стадионе бейсбольного клуба Бостон Ред Сокс — Фенуэй Парке между Бостон Брюинз и Филадельфией Флайерз.
Помимо Бостона, на проведение «Зимней классики» претендовали: Лас Вегас, новый Янки Стэдиум в Нью-Йорке, Роуз Боул в Калифорнии, Вашингтон и Детройт.
Возможными соперниками «Медведей» также рассматривались Вашингтон Кэпиталз и Нью-Йорк Рейнджерс.
Генеральным спонсором матча является компания Bridgestone.
Матч, на котором присутствовало 38 112 болельщиков, закончился победой «Бостона» в овертайме 2:1.

## Трансляция
Телевизионные трансляции игры вели каналы NBC — в США, CBC (на английском) и кабельный оператор «RDS» (на французском) — в Канаде, а также спутниковый канал ESPN America — на Европу.
Радио трансляции осуществляли Sirius XM Radio, WBZ-FM (в Бостоне) и WIP (в Филадельфии).
По данным канала NBC классика 2010 имела самый низкий рейтинг из всех.

## Униформа
«Филадельфия» выступала в форме образца сезона 1973/74, а «Бостон» в комбинации форм 1948—1949 и 1955—1957 годов. Как и все прошлые разы, форму для Зимней классики выпустила фирма «Рибок».

## Ход матча
Первый период прошел в равной борьбе и зрители голов не увидели. На пятой минуте второго периода броском от синей линии счет в матче открыл игрок «Филадельфии» — Дэнни Сиврэ. В концовке третьего периода Киммо Тимонен получает удаление за подножку и Марк Рекки реализует большинство, чем сравнивает счет в матче и переводит игру в овертайм. В дополнительное время Марко Штурм в контратаке к радости местной публике, приносит победу «Бостону».
| 1 января 2010 года | Бостон Брюинз | 2:1 (ОТ) (0:0, 0:1, 1:0, 1:0) | Филадельфия Флайерз | Фенуэй Парк, Бостон, Массачусетс Зрителей: 38 112 |

| Отчёт | Отчёт | Отчёт                          | Отчёт | Отчёт |  |
| --- | --- | ------------------------------ | --- | --- |  |
| | |                                | | |  |
| | Тим Томас | Вратари                        | Майкл Лейтон | Судьи: Керри Фрейзер Крис Руни |  |
| | Голы: |                                | | Судьи: Керри Фрейзер Крис Руни |  |
| Рекки (Моррис, Крейчи) 57:42 Штурм (Бержерон, Хара) 61:57 | 0:1 1:0 2:1(ОТ) | 24:42 Сиврэ (Хартнелл, Картер) | | Судьи: Керри Фрейзер Крис Руни |  |
| | |                                | | Судьи: Керри Фрейзер Крис Руни |  |
| | |                                | | Судьи: Керри Фрейзер Крис Руни |  |
| | |                                | | Судьи: Керри Фрейзер Крис Руни |  |
| 11 мин | Штраф | 13 мин                         | | Судьи: Керри Фрейзер Крис Руни |  |
| 1 (3) | Большинство | 0 (2)                          | | |  |
| | 26 | Броски                         | 25 | |  |
| | |                                | | |  |
| | Клод Жюльен | Тренер                         | Питер Лавиолетт | |  |
| Т.Томас, Т.Раск Д.Видман, А.Ференс, З.Хара, М.Ханвик, Д.Моррис, Д.Бойчак М.Штурм, Ш.Торнтон, Д.Пайе, Б.Уиллер, С.Бейгин, М.Рекки, П.Бержерон, Д.Крейчи, В.Соботка, Б.Биц, М.Райдер, М.Савард | Т.Томас, Т.Раск Д.Видман, А.Ференс, З.Хара, М.Ханвик, Д.Моррис, Д.Бойчак М.Штурм, Ш.Торнтон, Д.Пайе, Б.Уиллер, С.Бейгин, М.Рекки, П.Бержерон, Д.Крейчи, В.Соботка, Б.Биц, М.Райдер, М.Савард | Состав                         | М.Лейтон, Б.Бушэ О.Бартулис, Б.Кобурн, К.Пронгер, М.Карл, Д.Сиврэ, К.Тимонен Б.Беттс, С.Ганье, Д.Карчилло, Я.Лаперьер, Д.Картер, М.Ричардс, С.Хартнелл, Д.ван Римсдик, К.Жиру, Д.Поу, А.Эшем, Д.Бриер | М.Лейтон, Б.Бушэ О.Бартулис, Б.Кобурн, К.Пронгер, М.Карл, Д.Сиврэ, К.Тимонен Б.Беттс, С.Ганье, Д.Карчилло, Я.Лаперьер, Д.Картер, М.Ричардс, С.Хартнелл, Д.ван Римсдик, К.Жиру, Д.Поу, А.Эшем, Д.Бриер |  |

## Интересные факты
- Драка в первом периоде между Шоном Торнтоном и Даниэлем Карчилло стала первой для «Зимней классики»;
- Первый матч «Зимней классики» в котором победили хозяева;
- Первый матч «Зимней классики» в котором не участвовало ни одного российского игрока.